# 東京科学大学工学院
東京科学大学工学院（とうきょうかがくだいがくこうがくいん、英: School of Engineering）は、東京科学大学の学院の一つ。

## 構成
| 工学院 | 学士課程（1年目） | 学士課程（2～4年目） | 大学院課程 |
| 工学院 | 工学院            | 機械系               | 機械系 - 機械コース - エネルギー・情報コース※ - エンジニアリングデザインコース※ - 人間医療科学技術コース※ - 原子核工学コース※                   |
| 工学院 | 工学院            | システム制御系       | システム制御系 - システム制御コース - エンジニアリングデザインコース※ - 人間医療科学技術コース※                                                 |
| 工学院 | 工学院            | 電気電子系           | 電気電子系 - 電気電子コース - エネルギー・情報コース※ - 人間医療科学技術コース※ - 原子核工学コース※ - 物質・情報卓越コース※（博士後期課程のみ） |
| 工学院 | 工学院            | 情報通信系           | 情報通信系 - 情報通信コース - エンジニアリングデザインコース※ - 人間医療科学技術コース※                                                         |
| 工学院 | 工学院            | 経営工学系           | 経営工学系 - 経営工学コース - エンジニアリングデザインコース※                                                                                   |

※ 複数の系に関連しているコース